# Liste des autoroutes interurbaines payantes en Espagne

## Liste
| Numéro | Dénomination                                                           | Villes |
| ------ | ---------------------------------------------------------------------- | --- |
|        | Autopista del Norte (« Autoroute du Nord »)                            | - Burgos BU-30 - Eibar |
|        | Autopista Zaragoza-Mediterráneo (« Autoroute Saragosse–Méditerranée ») | - Saragosse Z-40 - Lérida - Barcelone |
|        | Autopista del Sur (« Autoroute du Sud »)                               | - Séville - Jerez de la Frontera - Cadix CA-35 |
|        | Autopista del Noroeste (« Autoroute du Nord-Ouest »)                   | - Vilalba - Adanero |
|        | Autopista del Mediterráneo (« Autoroute de la Méditerranée »)          | - Section 1 - Le Perthus - Gérone - Barcelone C-33 - Puçol - Section 2 - Silla - Alicante - Section 3 - Crevillent - Carthagène - Vera - Section 4 - Fuengirola - Guadiaro |
|        | Autopista del Cantábrico (« Autoroute Cantabrique »)                   | - Irun - Bilbao |
|        | Autopista del Atlántico (« Autoroute de l'Atlantique »)                | - Ferrol - La Corogne - Saint-Jacques-de-Compostelle - Pontevedra - Vigo - Tui                                                                                             |
|        | Autopista de Navarra (« Autoroute de Navarre »)                        | - Tudela - Irurtzun |
|        | Autopista Ocaña-La Roda (« Autoroute d'Ocaña à La Roda »)              | - Ocaña - La Roda |
|        | Autopista Alicante-Murcia (« Autoroute d'Alicante à Murcie »)          | - Alicante - Murcie MU-30 |
|        | Autopista Madrid-Toledo (« Autoroute de Madrid à Tolède »)             | - Madrid - Cordoue |
|        | Autopista del Guadalmedina (« Autoroute du Guadalmedina »)             | - Alto de las Pedrizas - Malaga |
|        | Conexión Ávila (« Connexion d'Avila »)                                 | - Villacastín - Ávila |
|        | Autopista Central de Galicia (« Autoroute centrale de Galice »)        | - Saint-Jacques-de-Compostelle - Dozon AG-53 |
|        | Conexión Segovia (« Connexion de Segovie »)                            | - San Rafael (es) - Ségovie SG-20 |
|        | Autopista Ruta de la Plata (« Autoroute Ruta de la Plata »)            | - Campomanes - León LE-30 |
|        | Autopista del Ebro (« Autoroute de l'Ebre »)                           | - Bilbao - Miranda de Ebro - Logroño - Saragosse Z-40 |
|        | Autopista Dos Mares (« Autoroute des 2 mers »)                         | - Reinosa - Haro |
|        | Autopista León-Astorga (« Autoroute Léon-Astorga »)                    | - León LE-30 - Astorga |